# Gerben Bruijstens
Gerben Bruijstens (* 31. Dezember 1974) ist ein niederländischer Badmintonspieler. 

## Karriere
Gerben Bruijstens gewann in den Niederlanden 1993 zwei Juniorentitel. 1999 nahm er an den Badminton-Weltmeisterschaften teil. Ein Jahr später siegte er bei den Czech International, 2003 bei den Italian International. Bei den nationalen Titelkämpfen gewann er zahlreiche Medaillen, schaffte es aber nie bis auf das oberste Treppchen.

## Sportliche Erfolge
| Saison | Veranstaltung                                   | Disziplin    | Platz | Name                               |
| ------ | ----------------------------------------------- | ------------ | ----- | ---------------------------------- |
| 1993   | Niederlande: Einzelmeisterschaften der Junioren | Herreneinzel | 1     | Gerben Bruijstens                  |
| 1993   | Niederlande: Einzelmeisterschaften der Junioren | Herrendoppel | 1     | Gerben Bruijstens / Michel Pastoor |
| 1999   | Weltmeisterschaft                               | Herreneinzel | 33    | Gerben Bruijstens                  |
| 2000   | Czech International                             | Herreneinzel | 1     | Gerben Bruijstens                  |
| 2003   | Italian International                           | Herreneinzel | 1     | Gerben Bruijstens                  |

## Referenzen
- Gerben Bruijstens beim Badminton-Weltverband

| Personendaten    | Personendaten                     |
| ---------------- | --------------------------------- |
| NAME             | Bruijstens, Gerben                |
| KURZBESCHREIBUNG | niederländischer Badmintonspieler |
| GEBURTSDATUM     | 31. Dezember 1974                 |